# Países Bajos en la Eurocopa 2024
La selección de fútbol de Países Bajos fue uno de los 24 equipos participantes en la Eurocopa 2024, torneo que se disputó en Alemania entre el 14 de junio y el 14 de julio de 2024.

## Clasificación
| Equipo       | Pts | PJ | PG | PE | PP | GF | GC | Dif |
| ------------ | --- | -- | -- | -- | -- | -- | -- | --- |
| Francia      | 22  | 8  | 7  | 1  | 0  | 29 | 3  | +26 |
| Países Bajos | 18  | 8  | 6  | 0  | 2  | 17 | 7  | +10 |
| Grecia       | 13  | 8  | 4  | 1  | 3  | 14 | 8  | +6  |
| Irlanda      | 6   | 8  | 2  | 0  | 6  | 9  | 10 | -1  |
| Gibraltar    | 0   | 8  | 0  | 0  | 8  | 0  | 41 | -41 |

     — Clasificado para la Eurocopa 2024.

     — Play off para la Eurocopa 2024.

### Partidos
| Fecha                    | Ciudad      | Jornada |              |                             | Resultado |                             |              |
| ------------------------ | ----------- | ------- | ------------ | --------------------------- | --------- | --------------------------- | ------------ |
| 24 de marzo de 2023      | Saint-Denis | 1       | Francia      | Bandera de Francia          | 4:0 (3:0) | Bandera de los Países Bajos | Países Bajos |
| 27 de marzo de 2023      | Róterdam    | 2       | Países Bajos | Bandera de los Países Bajos | 3:0 (1:0) | Bandera de Gibraltar        | Gibraltar    |
| 7 de septiembre de 2023  | Eindhoven   | 5       | Países Bajos | Bandera de los Países Bajos | 3:0 (3:0) | Bandera de Grecia           | Grecia       |
| 10 de septiembre de 2023 | Dublín      | 6       | Irlanda      | Bandera de Irlanda          | 1:2 (1:1) | Bandera de los Países Bajos | Países Bajos |
| 13 de octubre de 2023    | Ámsterdam   | 7       | Países Bajos | Bandera de los Países Bajos | 1:2 (0:1) | Bandera de Francia          | Francia      |
| 16 de octubre de 2023    | Atenas      | 8       | Grecia       | Bandera de Grecia           | 0:1 (0:0) | Bandera de los Países Bajos | Países Bajos |
| 18 de noviembre de 2023  | Ámsterdam   | 9       | Países Bajos | Bandera de los Países Bajos | 1:0 (1:0) | Bandera de Irlanda          | Irlanda      |
| 21 de noviembre de 2023  | Faro Loulé  | 10      | Gibraltar    | Bandera de Gibraltar        | 0:6 (0:3) | Bandera de los Países Bajos | Países Bajos |

#### Francia vs. Países Bajos
| 24 de marzo de 2023 | Francia                                         | 4:0 (3:0) | Países Bajos | Estadio de Francia, Saint-Denis                                                       |                                                                                       |
| 20:45 (UTC+1)       | - Griezmann 2' - Upamecano 8' - Mbappé 21', 88' | Reporte   |              | Asistencia: 77 328 espectadores Árbitro(s): Maurizio Mariani VAR: Massimiliano Irrati | Asistencia: 77 328 espectadores Árbitro(s): Maurizio Mariani VAR: Massimiliano Irrati |

| Uniformes | Uniformes |
| --------- | --------- |
|           |           |

#### Países Bajos vs. Gibraltar
| 27 de marzo de 2023 | Países Bajos               | 3:0 (1:0) | Gibraltar | Stadion Feijenoord, Róterdam                                              |                                                                           |
| 20:45 (UTC+2)       | - Depay 23' - Aké 50', 82' | Reporte   |           | Asistencia: 36 327 espectadores Árbitro(s): Morten Krogh VAR: David Coote | Asistencia: 36 327 espectadores Árbitro(s): Morten Krogh VAR: David Coote |

| Uniformes | Uniformes |
| --------- | --------- |
|           |           |

#### Países Bajos vs. Grecia
| 7 de septiembre de 2023 | Países Bajos                                | 3:0 (3:0) | Grecia | Philips Stadion, Eindhoven                                                     |                                                                                |
| 20:45 (UTC+2)           | - M. de Roon 17' - Gakpo 31' - Weghorst 39' | Reporte   |        | Asistencia: 32 079 espectadores Árbitro(s): Michael Oliver VAR: Stuart Attwell | Asistencia: 32 079 espectadores Árbitro(s): Michael Oliver VAR: Stuart Attwell |

| Uniformes | Uniformes |
| --------- | --------- |
|           |           |

#### Irlanda vs. Países Bajos
| 10 de septiembre de 2023 | Irlanda        | 1:2 (1:1) | Países Bajos                      | Estadio Aviva, Dublín                                                    |                                                                          |
| 19:45 (UTC+1)            | Idah 4' (pen.) | Reporte   | - Gakpo 19' (pen.) - Weghorst 56' | Asistencia: 49 807 espectadores Árbitro(s): Irfan Peljto VAR: Ivan Bebek | Asistencia: 49 807 espectadores Árbitro(s): Irfan Peljto VAR: Ivan Bebek |

| Uniformes | Uniformes |
| --------- | --------- |
|           |           |

#### Países Bajos vs. Francia
| 13 de octubre de 2023 | Países Bajos | 1:2 (0:1) | Francia        | Johan Cruyff Arena, Ámsterdam                                                 |                                                                               |
| 20:45 (UTC+2)         | Hartman 83'  | Reporte   | Mbappé 7', 53' | Asistencia: 51 310 espectadores Árbitro(s): Felix Zwayer VAR: Bastian Dankert | Asistencia: 51 310 espectadores Árbitro(s): Felix Zwayer VAR: Bastian Dankert |

| Uniformes | Uniformes |
| --------- | --------- |
|           |           |

#### Grecia vs. Países Bajos
| 16 de octubre de 2023 | Grecia | 0:1 (0:0) | Países Bajos             | Estadio Agia Sofía, Atenas                                                            |                                                                                       |
| 21:45 (UTC+3)         |        | Reporte   | V. van Dijk 90+3' (pen.) | Asistencia: 24 967 espectadores Árbitro(s): Hernández Hernández VAR: Martínez Munuera | Asistencia: 24 967 espectadores Árbitro(s): Hernández Hernández VAR: Martínez Munuera |

| Uniformes | Uniformes |
| --------- | --------- |
|           |           |

#### Países Bajos vs. Irlanda
| 18 de noviembre de 2023 | Países Bajos | 1:0 (1:0) | Irlanda | Johan Cruyff Arena, Ámsterdam                                                |                                                                              |
| 20:45 (UTC+1)           | Weghorst 11' | Reporte   |         | Asistencia: 51 811 espectadores Árbitro(s): Marco Di Bello VAR: Paolo Valeri | Asistencia: 51 811 espectadores Árbitro(s): Marco Di Bello VAR: Paolo Valeri |

| Uniformes | Uniformes |
| --------- | --------- |
|           |           |

#### Gibraltar vs. Países Bajos
| 21 de noviembre de 2023 | Gibraltar | 0:6 (0:3) | Países Bajos                                                       | Estadio Algarve, Faro-Loulé (Portugal)                                           |                                                                                  |
| 20:45 (UTC+0)           |           | Reporte   | - Stengs 10', 50', 62' - Wieffer 23' - Koopmeiners 38' - Gakpo 81' | Asistencia: 2280 espectadores Árbitro(s): Arda Kardeşler VAR: Abdulkadir Bitigen | Asistencia: 2280 espectadores Árbitro(s): Arda Kardeşler VAR: Abdulkadir Bitigen |

| Uniformes | Uniformes |
| --------- | --------- |
|           |           |

## Preparación

### Amistosos de preparación
| Fecha               | Ciudad    | Competición |              |                             | Resultado |                             |              |
| ------------------- | --------- | ----------- | ------------ | --------------------------- | --------- | --------------------------- | ------------ |
| 22 de marzo de 2024 | Ámsterdam | Amistoso    | Países Bajos | Bandera de los Países Bajos | 4:0 (1:0) | Bandera de Escocia          | Escocia      |
| 26 de marzo de 2024 | Fráncfort | Amistoso    | Alemania     | Bandera de Alemania         | 2:1 (1:1) | Bandera de los Países Bajos | Países Bajos |
| 6 de junio de 2024  | Róterdam  | Amistoso    | Países Bajos | Bandera de los Países Bajos | 4:0 (0:0) | Bandera de Canadá           | Canadá       |
| 10 de junio de 2024 | Róterdam  | Amistoso    | Países Bajos | Bandera de los Países Bajos | 4:0 (1:0) | Bandera de Islandia         | Islandia     |

### Amistosos previos
| 22 de marzo de 2024 | Países Bajos                                               | 4:0 (1:0) | Escocia | Johan Cruyff Arena, Amsterdam                               |                                                             |
| 20:45 (UTC+1)       | - Reijnders 40' - Wijnaldum 72' - Weghorst 84' - Malen 86' | Reporte   |         | Asistencia: 46 223 espectadores Árbitro(s): Erik Lambrechts | Asistencia: 46 223 espectadores Árbitro(s): Erik Lambrechts |

| Uniformes | Uniformes |
| --------- | --------- |
|           |           |

| 26 de marzo de 2024 | Alemania                                | 2:1 (1:1) | Países Bajos | Deutsche Bank Park, Fráncfort                           |                                                         |
| 20:45 (UTC+1)       | - Mittelstädt 11' - Niclas Füllkrug 85' | Reporte   | - Veerman 4' | Asistencia: 48 390 espectadores Árbitro(s): Espen Eskås | Asistencia: 48 390 espectadores Árbitro(s): Espen Eskås |

| Uniformes | Uniformes |
| --------- | --------- |
|           |           |

| 6 de junio de 2024 | Países Bajos                                                | 4:0 (0:0) | Canadá | Stadion Feijenoord, Róterdam                            |                                                         |
| 20:45 (UTC+2)      | - Depay 50' - Frimpong 57' - Weghorst 63' - V. van Dijk 83' | Reporte   |        | Asistencia: 36 060 espectadores Árbitro(s): Rohit Saggi | Asistencia: 36 060 espectadores Árbitro(s): Rohit Saggi |

| Uniformes | Uniformes |
| --------- | --------- |
|           |           |

| 10 de junio de 2024 | Países Bajos                                         | 4:0 (1:0) | Islandia | Stadion Feijenoord, Róterdam                                   |                                                                |
| 20:45 (UTC+2)       | - Simons 23' - Dijk 49' - Malen 79' - Weghorst 90+3' | Reporte   |          | Asistencia: 42 000 espectadores Árbitro(s): Evangelos Manouhos | Asistencia: 42 000 espectadores Árbitro(s): Evangelos Manouhos |

| Uniformes | Uniformes |
| --------- | --------- |
|           |           |

## Plantel

### Lista de convocados
Entrenador:  Ronald Koeman
| N.º | Pos.           | Jugador              | Edad | Partidos | Goles | Club               |
| --- | -------------- | -------------------- | ---- | -------- | ----- | ------------------ |
| 1   | Guardameta     | Bart Verbruggen      | 21   | 7        | 0     | Brighton           |
| 13  | Guardameta     | Justin Bijlow        | 26   | 8        | 0     | Feyenoord          |
| 23  | Guardameta     | Mark Flekken         | 31   | 7        | 0     | Brentford          |
| 2   | Defensa        | Lutsharel Geertruida | 23   | 9        | 0     | Feyenoord          |
| 3   | Defensa        | Matthijs de Ligt     | 24   | 45       | 2     | Bayern Munich      |
| 4   | Defensa        | Virgil van Dijk      | 33   | 68       | 9     | Liverpool          |
| 5   | Defensa        | Nathan Aké           | 29   | 45       | 5     | Manchester City    |
| 6   | Defensa        | Stefan de Vrij       | 32   | 64       | 3     | Inter de Milán     |
| 12  | Defensa        | Jeremie Frimpong     | 23   | 4        | 1     | Bayer Leverkusen   |
| 15  | Defensa        | Micky van de Ven     | 23   | 4        | 0     | Tottenham Hotspur  |
| 17  | Defensa        | Daley Blind          | 34   | 107      | 3     | Girona             |
| 20  | Defensa        | Ian Maatsen          | 22   | 0        | 0     | Aston Villa        |
| 22  | Defensa        | Denzel Dumfries      | 28   | 53       | 6     | Inter de Milán     |
| 7   | Centrocampista | Xavi Simons          | 21   | 14       | 1     | RB Leipzig         |
| 8   | Centrocampista | Georginio Wijnaldum  | 33   | 93       | 28    | Al-Ettifaq         |
| 14  | Centrocampista | Tijjani Reijnders    | 25   | 9        | 1     | AC Milan           |
| 16  | Centrocampista | Joey Veerman         | 25   | 10       | 1     | PSV Eindhoven      |
| 24  | Centrocampista | Jerdy Schouten       | 27   | 5        | 0     | PSV Eindhoven      |
| 26  | Centrocampista | Ryan Gravenberch     | 22   | 12       | 1     | Liverpool          |
| 9   | Delantero      | Wout Weghorst        | 31   | 33       | 11    | Hoffenheim         |
| 10  | Delantero      | Memphis Depay        | 30   | 92       | 45    | Atlético de Madrid |
| 11  | Delantero      | Cody Gakpo           | 25   | 24       | 9     | Liverpool          |
| 18  | Delantero      | Donyell Malen        | 25   | 32       | 7     | Borussia Dortmund  |
| 19  | Delantero      | Brian Brobbey        | 22   | 2        | 0     | Ajax               |
| 21  | Delantero      | Joshua Zirkzee       | 23   | 0        | 0     | Bologna            |
| 25  | Delantero      | Steven Bergwijn      | 26   | 33       | 8     | Ajax               |

## Torneo
Tras el sorteo celebrado en Hamburgo el 23 de marzo de 2024 Países Bajos quedó integrada en un Grupo D en el que también estarán Polonia, Austria y Francia.

### Partidos
| Fecha       | Ciudad   | Instancia        |              |                             | Resultado |                             |              |
| ----------- | -------- | ---------------- | ------------ | --------------------------- | --------- | --------------------------- | ------------ |
| 16 de junio | Hamburgo | Fase de grupos   | Polonia      | Bandera de Polonia          | 1:2 (1:1) | Bandera de los Países Bajos | Países Bajos |
| 21 de junio | Leipzig  | Fase de grupos   | Países Bajos | Bandera de los Países Bajos | 0:0       | Bandera de Francia          | Francia      |
| 25 de junio | Berlín   | Fase de grupos   | Países Bajos | Bandera de los Países Bajos | 2:3 (0:1) | Bandera de Austria          | Austria      |
| 2 de julio  | Múnich   | Octavos de final | Rumania      | Bandera de Rumania          | 0:3 (0:1) | Bandera de los Países Bajos | Países Bajos |
| 6 de julio  | Berlín   | Cuartos de final | Países Bajos | Bandera de los Países Bajos | 2:1 (0:1) | Bandera de Turquía          | Turquía      |
| 10 de julio | Dortmund | Semifinales      | Países Bajos | Bandera de los Países Bajos | 1:2 (1:1) | Bandera de Inglaterra       | Inglaterra   |

### Primera fase
| Equipo       | Pts | PJ | PG | PE | PP | GF | GC | Dif |
| ------------ | --- | -- | -- | -- | -- | -- | -- | --- |
| Austria      | 6   | 3  | 2  | 0  | 1  | 6  | 4  | +2  |
| Francia      | 5   | 3  | 1  | 2  | 0  | 2  | 1  | +1  |
| Países Bajos | 4   | 3  | 1  | 1  | 1  | 4  | 4  | 0   |
| Polonia      | 1   | 3  | 0  | 1  | 2  | 3  | 6  | -3  |

|  | Clasificados a los Octavos de final.          |
|  | Posible clasificación a los Octavos de final. |

#### Polonia vs. Países Bajos
| 16 de junio de 2024, 15:00 | Polonia   | 1:2 (1:1) | Países Bajos               | Volksparkstadion, Hamburgo                                                |                                                                           |
|                            | Buksa 16' | Reporte   | - Gakpo 29' - Weghorst 83' | Asistencia: 48 117 espectadores Árbitro(s): Artur Dias VAR: Tiago Martins | Asistencia: 48 117 espectadores Árbitro(s): Artur Dias VAR: Tiago Martins |

| 1          | Guardameta     | Wojciech Szczęsny     |     |
| 5          | Defensa        | Jan Bednarek          |     |
| 2          | Defensa        | Bartosz Salamon       | 86' |
| 14         | Defensa        | Jakub Kiwior          |     |
| 19         | Centrocampista | Przemysław Frankowski |     |
| 10         | Centrocampista | Piotr Zieliński       | 78' |
| 13         | Centrocampista | Taras Romanczuk       | 55' |
| 21         | Centrocampista | Nicola Zalewski       |     |
| 26         | Centrocampista | Kacper Urbański       | 55' |
| 20         | Centrocampista | Sebastian Szymański   | 46' |
| 16         | Delantero      | Adam Buksa            |     |
| Entrenador | Entrenador     | Michał Probierz       |     |

| 1          | Guardameta     | Bart Verbruggen   |     |
| 22         | Defensa        | Denzel Dumfries   |     |
| 6          | Defensa        | Stefan de Vrij    |     |
| 4          | Defensa        | Virgil van Dijk   |     |
| 5          | Defensa        | Nathan Aké        | 87' |
| 24         | Centrocampista | Jerdy Schouten    |     |
| 14         | Centrocampista | Tijjani Reijnders |     |
| 16         | Centrocampista | Joey Veerman      | 62' |
| 7          | Delantero      | Xavi Simons       | 62' |
| 10         | Delantero      | Memphis Depay     | 81' |
| 11         | Delantero      | Cody Gakpo        | 81' |
| Entrenador | Entrenador     | Ronald Koeman     |     |

| 8  | Centrocampista | Jakub Moder         | 46' |
| 7  | Delantero      | Karol Świderski     | 55' |
| 24 | Centrocampista | Bartosz Slisz       | 55' |
| 6  | Centrocampista | Jakub Piotrowski    | 78' |
| 18 | Defensa        | Bartosz Bereszyński | 86' |

| 8  | Centrocampista | Georginio Wijnaldum | 62' |
| 18 | Delantero      | Donyell Malen       | 62' |
| 12 | Defensa        | Jeremie Frimpong    | 81' |
| 9  | Delantero      | Wout Weghorst       | 81' |
| 15 | Defensa        | Micky van de Ven    | 87' |

| Anotado | 16' | Adam Buksa | 1:0 |

| Anotado | 29' | Cody Gakpo    | 1:1 |
| Anotado | 83' | Wout Weghorst | 1:2 |

| Amonestado | 15' | Joey Veerman |

| Árbitro             | Artur Soares Dias    |
| Árbitros asistentes | Paulo Soares         |
| Árbitros asistentes | Pedro Ribeiro        |
| Cuarto árbitro      | Irfan Peljto         |
| Quinto árbitro      | Senad Ibrišimbegović |
| VAR                 | Tiago Martins        |
| Adicional VAR       | Christian Dingert    |
| Adicional VAR       | Marco Fritz          |

| 1          | Guardameta     | Wojciech Szczęsny     |     |
| 5          | Defensa        | Jan Bednarek          |     |
| 2          | Defensa        | Bartosz Salamon       | 86' |
| 14         | Defensa        | Jakub Kiwior          |     |
| 19         | Centrocampista | Przemysław Frankowski |     |
| 10         | Centrocampista | Piotr Zieliński       | 78' |
| 13         | Centrocampista | Taras Romanczuk       | 55' |
| 21         | Centrocampista | Nicola Zalewski       |     |
| 26         | Centrocampista | Kacper Urbański       | 55' |
| 20         | Centrocampista | Sebastian Szymański   | 46' |
| 16         | Delantero      | Adam Buksa            |     |
| Entrenador | Entrenador     | Michał Probierz       |     |

| 1          | Guardameta     | Bart Verbruggen   |     |
| 22         | Defensa        | Denzel Dumfries   |     |
| 6          | Defensa        | Stefan de Vrij    |     |
| 4          | Defensa        | Virgil van Dijk   |     |
| 5          | Defensa        | Nathan Aké        | 87' |
| 24         | Centrocampista | Jerdy Schouten    |     |
| 14         | Centrocampista | Tijjani Reijnders |     |
| 16         | Centrocampista | Joey Veerman      | 62' |
| 7          | Delantero      | Xavi Simons       | 62' |
| 10         | Delantero      | Memphis Depay     | 81' |
| 11         | Delantero      | Cody Gakpo        | 81' |
| Entrenador | Entrenador     | Ronald Koeman     |     |

| 8  | Centrocampista | Jakub Moder         | 46' |
| 7  | Delantero      | Karol Świderski     | 55' |
| 24 | Centrocampista | Bartosz Slisz       | 55' |
| 6  | Centrocampista | Jakub Piotrowski    | 78' |
| 18 | Defensa        | Bartosz Bereszyński | 86' |

| 8  | Centrocampista | Georginio Wijnaldum | 62' |
| 18 | Delantero      | Donyell Malen       | 62' |
| 12 | Defensa        | Jeremie Frimpong    | 81' |
| 9  | Delantero      | Wout Weghorst       | 81' |
| 15 | Defensa        | Micky van de Ven    | 87' |

| Anotado | 16' | Adam Buksa | 1:0 |

| Anotado | 29' | Cody Gakpo    | 1:1 |
| Anotado | 83' | Wout Weghorst | 1:2 |

| Amonestado | 15' | Joey Veerman |

| Árbitro             | Artur Soares Dias    |
| Árbitros asistentes | Paulo Soares         |
| Árbitros asistentes | Pedro Ribeiro        |
| Cuarto árbitro      | Irfan Peljto         |
| Quinto árbitro      | Senad Ibrišimbegović |
| VAR                 | Tiago Martins        |
| Adicional VAR       | Christian Dingert    |
| Adicional VAR       | Marco Fritz          |

| Estadísticas      | Bandera de Polonia | Bandera de los Países Bajos |
| Tiros             | 11                 | 20                          |
| Tiros a puerta    | 7                  | 4                           |
| Faltas            | 10                 | 8                           |
| Saques de esquina | 3                  | 6                           |
| Penaltis          | 0                  | 0                           |
| Fueras de juego   | 2                  | 0                           |
| Posesión de balón | 35%                | 65%                         |

#### Países Bajos vs. Francia
| 21 de junio de 2024, 21:00 | Países Bajos | 0:0     | Francia | Leipzig Stadium, Leipzig                                                       |                                                                                |
|                            |              | Reporte |         | Asistencia: 38 531 espectadores Árbitro(s): Anthony Taylor VAR: Stuart Attwell | Asistencia: 38 531 espectadores Árbitro(s): Anthony Taylor VAR: Stuart Attwell |

| 1          | Guardameta     | Bart Verbruggen   |     |
| 22         | Defensa        | Denzel Dumfries   |     |
| 6          | Defensa        | Stefan de Vrij    |     |
| 4          | Defensa        | Virgil van Dijk   |     |
| 5          | Defensa        | Nathan Aké        |     |
| 24         | Centrocampista | Jerdy Schouten    | 73' |
| 7          | Centrocampista | Xavi Simons       | 73' |
| 14         | Centrocampista | Tijjani Reijnders |     |
| 12         | Delantero      | Jeremie Frimpong  | 73' |
| 10         | Delantero      | Memphis Depay     | 79' |
| 11         | Delantero      | Cody Gakpo        |     |
| Entrenador | Entrenador     | Ronald Koeman     |     |

| 16         | Guardameta     | Mike Maignan        |     |
| 5          | Defensa        | Jules Koundé        |     |
| 4          | Defensa        | Dayot Upamecano     |     |
| 17         | Defensa        | William Saliba      |     |
| 22         | Defensa        | Theo Hernández      |     |
| 8          | Centrocampista | Aurélien Tchouaméni |     |
| 13         | Centrocampista | N'Golo Kanté        |     |
| 14         | Centrocampista | Adrien Rabiot       |     |
| 11         | Delantero      | Ousmane Dembélé     | 75' |
| 15         | Delantero      | Marcus Thuram       | 75' |
| 7          | Delantero      | Antoine Griezmann   |     |
| Entrenador | Entrenador     | Didier Deschamps    |     |

| 2  | Defensa        | Lutsharel Geertruida | 73' |
| 8  | Centrocampista | Georginio Wijnaldum  | 73' |
| 16 | Centrocampista | Joey Veerman         | 73' |
| 9  | Delantero      | Wout Weghorst        | 79' |

| 9  | Delantero | Olivier Giroud | 75' |
| 20 | Delantero | Kingsley Coman | 75' |

| Amonestado | 31' | Jerdy Schouten |

| Árbitro                                            | Anthony Taylor |
| Árbitros asistentes                                | Gary Beswick   |
| Árbitros asistentes                                | Adam Nunn      |
| Cuarto árbitro                                     | Glenn Nyberg   |
| Quinto árbitro                                     | Mahbod Beigi   |
| Árbitro asistente de video                         | Stuart Attwell |
| Árbitros asistentes del árbitro asistente de video | Fedayi San     |
| Árbitros asistentes del árbitro asistente de video | Marco Fritz    |

| 1          | Guardameta     | Bart Verbruggen   |     |
| 22         | Defensa        | Denzel Dumfries   |     |
| 6          | Defensa        | Stefan de Vrij    |     |
| 4          | Defensa        | Virgil van Dijk   |     |
| 5          | Defensa        | Nathan Aké        |     |
| 24         | Centrocampista | Jerdy Schouten    | 73' |
| 7          | Centrocampista | Xavi Simons       | 73' |
| 14         | Centrocampista | Tijjani Reijnders |     |
| 12         | Delantero      | Jeremie Frimpong  | 73' |
| 10         | Delantero      | Memphis Depay     | 79' |
| 11         | Delantero      | Cody Gakpo        |     |
| Entrenador | Entrenador     | Ronald Koeman     |     |

| 16         | Guardameta     | Mike Maignan        |     |
| 5          | Defensa        | Jules Koundé        |     |
| 4          | Defensa        | Dayot Upamecano     |     |
| 17         | Defensa        | William Saliba      |     |
| 22         | Defensa        | Theo Hernández      |     |
| 8          | Centrocampista | Aurélien Tchouaméni |     |
| 13         | Centrocampista | N'Golo Kanté        |     |
| 14         | Centrocampista | Adrien Rabiot       |     |
| 11         | Delantero      | Ousmane Dembélé     | 75' |
| 15         | Delantero      | Marcus Thuram       | 75' |
| 7          | Delantero      | Antoine Griezmann   |     |
| Entrenador | Entrenador     | Didier Deschamps    |     |

| 2  | Defensa        | Lutsharel Geertruida | 73' |
| 8  | Centrocampista | Georginio Wijnaldum  | 73' |
| 16 | Centrocampista | Joey Veerman         | 73' |
| 9  | Delantero      | Wout Weghorst        | 79' |

| 9  | Delantero | Olivier Giroud | 75' |
| 20 | Delantero | Kingsley Coman | 75' |

| Amonestado | 31' | Jerdy Schouten |

| Árbitro                                            | Anthony Taylor |
| Árbitros asistentes                                | Gary Beswick   |
| Árbitros asistentes                                | Adam Nunn      |
| Cuarto árbitro                                     | Glenn Nyberg   |
| Quinto árbitro                                     | Mahbod Beigi   |
| Árbitro asistente de video                         | Stuart Attwell |
| Árbitros asistentes del árbitro asistente de video | Fedayi San     |
| Árbitros asistentes del árbitro asistente de video | Marco Fritz    |

| Estadísticas      | Bandera de los Países Bajos | Bandera de Francia |
| Tiros             | 8                           | 16                 |
| Tiros a puerta    | 4                           | 3                  |
| Faltas            | 13                          | 8                  |
| Saques de esquina | 3                           | 6                  |
| Penaltis          | 0                           | 0                  |
| Fueras de juego   | 4                           | 0                  |
| Posesión de balón | 42%                         | 58%                |

#### Países Bajos vs. Austria
| 25 de junio de 2024, 18:00 | Países Bajos            | 2:3 (0:1) | Austria                                       | Estadio Olímpico, Berlín                                                   |                                                                            |
|                            | - Gakpo 47' - Depay 75' | Reporte   | - Malen 6' (a.g.) - Schmid 59' - Sabitzer 80' | Asistencia: 68 363 espectadores Árbitro(s): Ivan Kružliak VAR: Marco Fritz | Asistencia: 68 363 espectadores Árbitro(s): Ivan Kružliak VAR: Marco Fritz |

| 1          | Guardameta     | Bart Verbruggen      |     |
| 2          | Defensa        | Lutsharel Geertruida |     |
| 6          | Defensa        | Stefan de Vrij       |     |
| 4          | Defensa        | Virgil van Dijk      |     |
| 5          | Defensa        | Nathan Aké           | 65' |
| 14         | Centrocampista | Tijjani Reijnders    | 65' |
| 24         | Centrocampista | Jerdy Schouten       |     |
| 16         | Centrocampista | Joey Veerman         | 35' |
| 18         | Delantero      | Donyell Malen        | 72' |
| 10         | Delantero      | Memphis Depay        |     |
| 11         | Delantero      | Cody Gakpo           |     |
| Entrenador | Entrenador     | Ronald Koeman        |     |

| 13         | Guardameta     | Patrick Pentz      |       |
| 5          | Defensa        | Stefan Posch       |       |
| 2          | Defensa        | Maximilian Wöber   |       |
| 15         | Defensa        | Philipp Lienhart   | 62'   |
| 8          | Defensa        | Alexander Prass    |       |
| 6          | Centrocampista | Nicolas Seiwald    |       |
| 10         | Centrocampista | Florian Grillitsch | 63'   |
| 23         | Centrocampista | Patrick Wimmer     | 63'   |
| 9          | Centrocampista | Marcel Sabitzer    |       |
| 18         | Centrocampista | Romano Schmid      | 90+2' |
| 7          | Delantero      | Marko Arnautović   | 78'   |
| Entrenador | Entrenador     | Luciano Spalletti  |       |

| 7  | Centrocampista | Xavi Simons         | 35' |
| 8  | Centrocampista | Georginio Wijnaldum | 65' |
| 15 | Defensa        | Micky van de Ven    | 65' |
| 9  | Delantero      | Wout Weghorst       | 72' |

| 14 | Defensa        | Leopold Querfeld      | 62'   |
| 19 | Centrocampista | Christoph Baumgartner | 63'   |
| 20 | Centrocampista | Konrad Laimer         | 63'   |
| 11 | Delantero      | Michael Gregoritsch   | 78'   |
| 24 | Delantero      | Andreas Weimann       | 90+2' |

| Anotado | 47' | Cody Gakpo    | 1:1 |
| Anotado | 75' | Memphis Depay | 2:2 |

| Anotado · Autogol | 6'  | Donyell Malen   | 0:1 |
| Anotado           | 59' | Romano Schmid   | 0:2 |
| Anotado           | 80' | Marcel Sabitzer | 2:3 |

| Amonestado | 32'   | Stefan Posch     |
| Amonestado | 33'   | Patrick Wimmer   |
| Amonestado | 90+4' | Leopold Querfeld |

| Árbitro                                            | Ivan Kružliak        |
| Árbitros asistentes                                | Branislav Hancko     |
| Árbitros asistentes                                | Jan Pozor            |
| Cuarto árbitro                                     | Irfan Peljto         |
| Quinto árbitro                                     | Senad Ibrišimbegović |
| Árbitro asistente de video                         | Marco Fritz          |
| Árbitros asistentes del árbitro asistente de video | Christian Dingert    |
| Árbitros asistentes del árbitro asistente de video | Nejc Kajtazovic      |

| 1          | Guardameta     | Bart Verbruggen      |     |
| 2          | Defensa        | Lutsharel Geertruida |     |
| 6          | Defensa        | Stefan de Vrij       |     |
| 4          | Defensa        | Virgil van Dijk      |     |
| 5          | Defensa        | Nathan Aké           | 65' |
| 14         | Centrocampista | Tijjani Reijnders    | 65' |
| 24         | Centrocampista | Jerdy Schouten       |     |
| 16         | Centrocampista | Joey Veerman         | 35' |
| 18         | Delantero      | Donyell Malen        | 72' |
| 10         | Delantero      | Memphis Depay        |     |
| 11         | Delantero      | Cody Gakpo           |     |
| Entrenador | Entrenador     | Ronald Koeman        |     |

| 13         | Guardameta     | Patrick Pentz      |       |
| 5          | Defensa        | Stefan Posch       |       |
| 2          | Defensa        | Maximilian Wöber   |       |
| 15         | Defensa        | Philipp Lienhart   | 62'   |
| 8          | Defensa        | Alexander Prass    |       |
| 6          | Centrocampista | Nicolas Seiwald    |       |
| 10         | Centrocampista | Florian Grillitsch | 63'   |
| 23         | Centrocampista | Patrick Wimmer     | 63'   |
| 9          | Centrocampista | Marcel Sabitzer    |       |
| 18         | Centrocampista | Romano Schmid      | 90+2' |
| 7          | Delantero      | Marko Arnautović   | 78'   |
| Entrenador | Entrenador     | Luciano Spalletti  |       |

| 7  | Centrocampista | Xavi Simons         | 35' |
| 8  | Centrocampista | Georginio Wijnaldum | 65' |
| 15 | Defensa        | Micky van de Ven    | 65' |
| 9  | Delantero      | Wout Weghorst       | 72' |

| 14 | Defensa        | Leopold Querfeld      | 62'   |
| 19 | Centrocampista | Christoph Baumgartner | 63'   |
| 20 | Centrocampista | Konrad Laimer         | 63'   |
| 11 | Delantero      | Michael Gregoritsch   | 78'   |
| 24 | Delantero      | Andreas Weimann       | 90+2' |

| Anotado | 47' | Cody Gakpo    | 1:1 |
| Anotado | 75' | Memphis Depay | 2:2 |

| Anotado · Autogol | 6'  | Donyell Malen   | 0:1 |
| Anotado           | 59' | Romano Schmid   | 0:2 |
| Anotado           | 80' | Marcel Sabitzer | 2:3 |

| Amonestado | 32'   | Stefan Posch     |
| Amonestado | 33'   | Patrick Wimmer   |
| Amonestado | 90+4' | Leopold Querfeld |

| Árbitro                                            | Ivan Kružliak        |
| Árbitros asistentes                                | Branislav Hancko     |
| Árbitros asistentes                                | Jan Pozor            |
| Cuarto árbitro                                     | Irfan Peljto         |
| Quinto árbitro                                     | Senad Ibrišimbegović |
| Árbitro asistente de video                         | Marco Fritz          |
| Árbitros asistentes del árbitro asistente de video | Christian Dingert    |
| Árbitros asistentes del árbitro asistente de video | Nejc Kajtazovic      |

| Estadísticas      | Bandera de los Países Bajos | Bandera de Austria |
| Tiros             | 12                          | 9                  |
| Tiros a puerta    | 2                           | 5                  |
| Faltas            | 10                          | 16                 |
| Saques de esquina | 5                           | 2                  |
| Penaltis          | 0                           | 0                  |
| Fueras de juego   | 1                           | 1                  |
| Posesión de balón | 51%                         | 49%                |

### Rumanía vs. Países Bajos
| 2 de julio de 2024, 18:00 | Rumanía | 0:3 (0:1) | Países Bajos                   | Fußball Arena München, Múnich                                                 |                                                                               |
|                           |         | Reporte   | - Gakpo 20' - Malen 83', 90+3' | Asistencia: 65 012 espectadores Árbitro(s): Felix Zwayer VAR: Bastian Dankert | Asistencia: 65 012 espectadores Árbitro(s): Felix Zwayer VAR: Bastian Dankert |

| 1          | Guardameta     | Florin Niță       |     |
| 2          | Defensa        | Andrei Rațiu      |     |
| 3          | Defensa        | Radu Drăgusin     |     |
| 15         | Defensa        | Andrei Burcă      |     |
| 22         | Defensa        | Vasile Mogoș      | 38' |
| 6          | Centrocampista | Marius Marin      | 72' |
| 20         | Centrocampista | Dennis Man        |     |
| 21         | Centrocampista | Nicolae Stanciu   | 88' |
| 18         | Centrocampista | Răzvan Marin      |     |
| 10         | Centrocampista | Ianis Hagi        | 72' |
| 19         | Delantero      | Denis Drăguș      | 72' |
| Entrenador | Entrenador     | Edward Iordănescu |     |

| 1          | Guardameta     | Bart Verbruggen   |       |
| 22         | Defensa        | Denzel Dumfries   |       |
| 6          | Defensa        | Stefan de Vrij    |       |
| 4          | Defensa        | Virgil van Dijk   |       |
| 5          | Defensa        | Nathan Aké        | 69'   |
| 24         | Centrocampista | Jerdy Schouten    | 69'   |
| 7          | Centrocampista | Xavi Simons       |       |
| 14         | Centrocampista | Tijjani Reijnders |       |
| 25         | Delantero      | Steven Bergwijn   | 46'   |
| 10         | Delantero      | Memphis Depay     | 90+2' |
| 11         | Delantero      | Cody Gakpo        | 84'   |
| Entrenador | Entrenador     | Ronald Koeman     |       |

| 24 | Defensa        | Bogdan Racovițan   | 38' |
| 8  | Centrocampista | Alexandru Cicâldău | 72' |
| 13 | Delantero      | Valentin Mihăilă   | 72' |
| 7  | Delantero      | Denis Alibec       | 72' |
| 14 | Centrocampista | Darius Olaru       | 88' |

| 18 | Delantero      | Donyell Malen    | 46'   |
| 15 | Defensa        | Micky van de Ven | 69'   |
| 16 | Centrocampista | Joey Veerman     | 69'   |
| 9  | Delantero      | Wout Weghorst    | 84'   |
| 17 | Delantero      | Daley Blind      | 90+2' |

| Anotado | 20'   | Cody Gakpo    | 0:1 |
| Anotado | 83'   | Donyell Malen | 0:2 |
| Anotado | 90+3' | Donyell Malen | 0:3 |

| Amonestado | 67' | Marius Marin    |
| Amonestado | 81' | Nicolae Stanciu |

| Amonestado | 77'   | Denzel Dumfries |
| Amonestado | 90+4' | Donyell Malen   |

| Árbitro                                            | Felix Zwayer      |
| Árbitros asistentes                                | Steffan Lupp      |
| Árbitros asistentes                                | Marco Achmüller   |
| Cuarto árbitro                                     | Daniel Siebert    |
| Quinto árbitro                                     | Jan Seidel        |
| Árbitro asistente de video                         | Bastian Dankert   |
| Árbitros asistentes del árbitro asistente de video | Christian Dingert |
| Árbitros asistentes del árbitro asistente de video | Jérôme Brisard    |

| 1          | Guardameta     | Florin Niță       |     |
| 2          | Defensa        | Andrei Rațiu      |     |
| 3          | Defensa        | Radu Drăgusin     |     |
| 15         | Defensa        | Andrei Burcă      |     |
| 22         | Defensa        | Vasile Mogoș      | 38' |
| 6          | Centrocampista | Marius Marin      | 72' |
| 20         | Centrocampista | Dennis Man        |     |
| 21         | Centrocampista | Nicolae Stanciu   | 88' |
| 18         | Centrocampista | Răzvan Marin      |     |
| 10         | Centrocampista | Ianis Hagi        | 72' |
| 19         | Delantero      | Denis Drăguș      | 72' |
| Entrenador | Entrenador     | Edward Iordănescu |     |

| 1          | Guardameta     | Bart Verbruggen   |       |
| 22         | Defensa        | Denzel Dumfries   |       |
| 6          | Defensa        | Stefan de Vrij    |       |
| 4          | Defensa        | Virgil van Dijk   |       |
| 5          | Defensa        | Nathan Aké        | 69'   |
| 24         | Centrocampista | Jerdy Schouten    | 69'   |
| 7          | Centrocampista | Xavi Simons       |       |
| 14         | Centrocampista | Tijjani Reijnders |       |
| 25         | Delantero      | Steven Bergwijn   | 46'   |
| 10         | Delantero      | Memphis Depay     | 90+2' |
| 11         | Delantero      | Cody Gakpo        | 84'   |
| Entrenador | Entrenador     | Ronald Koeman     |       |

| 24 | Defensa        | Bogdan Racovițan   | 38' |
| 8  | Centrocampista | Alexandru Cicâldău | 72' |
| 13 | Delantero      | Valentin Mihăilă   | 72' |
| 7  | Delantero      | Denis Alibec       | 72' |
| 14 | Centrocampista | Darius Olaru       | 88' |

| 18 | Delantero      | Donyell Malen    | 46'   |
| 15 | Defensa        | Micky van de Ven | 69'   |
| 16 | Centrocampista | Joey Veerman     | 69'   |
| 9  | Delantero      | Wout Weghorst    | 84'   |
| 17 | Delantero      | Daley Blind      | 90+2' |

| Anotado | 20'   | Cody Gakpo    | 0:1 |
| Anotado | 83'   | Donyell Malen | 0:2 |
| Anotado | 90+3' | Donyell Malen | 0:3 |

| Amonestado | 67' | Marius Marin    |
| Amonestado | 81' | Nicolae Stanciu |

| Amonestado | 77'   | Denzel Dumfries |
| Amonestado | 90+4' | Donyell Malen   |

| Árbitro                                            | Felix Zwayer      |
| Árbitros asistentes                                | Steffan Lupp      |
| Árbitros asistentes                                | Marco Achmüller   |
| Cuarto árbitro                                     | Daniel Siebert    |
| Quinto árbitro                                     | Jan Seidel        |
| Árbitro asistente de video                         | Bastian Dankert   |
| Árbitros asistentes del árbitro asistente de video | Christian Dingert |
| Árbitros asistentes del árbitro asistente de video | Jérôme Brisard    |

| Estadísticas      | Bandera de Rumania | Bandera de los Países Bajos |
| Tiros             | 5                  | 24                          |
| Tiros a puerta    | 1                  | 6                           |
| Faltas            | 8                  | 9                           |
| Saques de esquina | 4                  | 13                          |
| Penaltis          | 0                  | 0                           |
| Fueras de juego   | 0                  | 4                           |
| Posesión de balón | 39%                | 61%                         |

### Países Bajos vs. Turquía
| 6 de julio de 2024, 21:00 | Países Bajos                      | 2:1 (0:1) | Turquía     | Estadio Olímpico, Berlín                                                       |                                                                                |
|                           | - De Vrij 70' - Müldür 76' (a.g.) | Reporte   | Akaydin 35' | Asistencia: 70 091 espectadores Árbitro(s): Clément Turpin VAR: Jérôme Brisard | Asistencia: 70 091 espectadores Árbitro(s): Clément Turpin VAR: Jérôme Brisard |

| 1          | Guardameta     | Bart Verbruggen   |     |
| 22         | Defensa        | Denzel Dumfries   |     |
| 6          | Defensa        | Stefan de Vrij    |     |
| 4          | Defensa        | Virgil van Dijk   |     |
| 5          | Defensa        | Nathan Aké        | 73' |
| 24         | Centrocampista | Jerdy Schouten    |     |
| 7          | Centrocampista | Xavi Simons       | 87' |
| 14         | Centrocampista | Tijjani Reijnders | 73' |
| 25         | Delantero      | Steven Bergwijn   | 46' |
| 10         | Delantero      | Memphis Depay     | 87' |
| 11         | Delantero      | Cody Gakpo        |     |
| Entrenador | Entrenador     | Ronald Koeman     |     |

| 1          | Guardameta     | Mert Günok          |     |
| 18         | Defensa        | Mert Müldür         | 82' |
| 22         | Defensa        | Kaan Ayhan          | 89' |
| 4          | Defensa        | Samet Akaydin       | 82' |
| 14         | Defensa        | Abdülkerim Bardakcı |     |
| 20         | Defensa        | Ferdi Kadıoğlu      |     |
| 21         | Centrocampista | Barış Alper Yılmaz  |     |
| 15         | Centrocampista | Salih Özcan         | 77' |
| 10         | Centrocampista | Hakan Çalhanoğlu    |     |
| 19         | Centrocampista | Kenan Yıldız        | 77' |
| 8          | Delantero      | Arda Güler          |     |
| Entrenador | Entrenador     | Vincenzo Montella   |     |

| 9  | Delantero      | Wout Weghorst    | 46' |
| 16 | Centrocampista | Joey Veerman     | 73' |
| 15 | Defensa        | Micky van de Ven | 73' |
| 12 | Defensa        | Jeremie Frimpong | 87' |
| 21 | Delantero      | Joshua Zirkzee   | 87' |

| 5  | Centrocampista | Okay Yokuşlu     | 77' |
| 7  | Delantero      | Kerem Aktürkoğlu | 77' |
| 2  | Defensa        | Zeki Çelik       | 82' |
| 9  | Delantero      | Cenk Tosun       | 82' |
| 24 | Delantero      | Semih Kılıçsoy   | 89' |

| Anotado           | 70' | Stefan de Vrij | 1:1 |
| Anotado · Autogol | 76' | Mert Müldür    | 2:1 |

| Anotado | 35' | Samet Akaydin | 0:1 |

| Amonestado | 30'   | Xavi Simons     |
| Amonestado | 54'   | Nathan Aké      |
| Amonestado | 64'   | Virgil van Dijk |
| Amonestado | 90+6' | Wout Weghorst   |

| Amonestado | 90+3' | Cenk Tosun        |
| Amonestado | 90+5' | Vincenzo Montella |

| Expulsado | 90+6' | Bertuğ Yıldırım |

| Árbitro             | Clément Turpin  |
| Árbitros asistentes | Nicolas Danos   |
| Árbitros asistentes | Benjamin Pagès  |
| Cuarto árbitro      | Felix Zwayer    |
| Quinto árbitro      | Marco Achmüller |
| VAR                 | Jérôme Brisard  |
| Adicional VAR       | Willy Delajod   |
| Adicional VAR       | Marco Fritz     |

| 1          | Guardameta     | Bart Verbruggen   |     |
| 22         | Defensa        | Denzel Dumfries   |     |
| 6          | Defensa        | Stefan de Vrij    |     |
| 4          | Defensa        | Virgil van Dijk   |     |
| 5          | Defensa        | Nathan Aké        | 73' |
| 24         | Centrocampista | Jerdy Schouten    |     |
| 7          | Centrocampista | Xavi Simons       | 87' |
| 14         | Centrocampista | Tijjani Reijnders | 73' |
| 25         | Delantero      | Steven Bergwijn   | 46' |
| 10         | Delantero      | Memphis Depay     | 87' |
| 11         | Delantero      | Cody Gakpo        |     |
| Entrenador | Entrenador     | Ronald Koeman     |     |

| 1          | Guardameta     | Mert Günok          |     |
| 18         | Defensa        | Mert Müldür         | 82' |
| 22         | Defensa        | Kaan Ayhan          | 89' |
| 4          | Defensa        | Samet Akaydin       | 82' |
| 14         | Defensa        | Abdülkerim Bardakcı |     |
| 20         | Defensa        | Ferdi Kadıoğlu      |     |
| 21         | Centrocampista | Barış Alper Yılmaz  |     |
| 15         | Centrocampista | Salih Özcan         | 77' |
| 10         | Centrocampista | Hakan Çalhanoğlu    |     |
| 19         | Centrocampista | Kenan Yıldız        | 77' |
| 8          | Delantero      | Arda Güler          |     |
| Entrenador | Entrenador     | Vincenzo Montella   |     |

| 9  | Delantero      | Wout Weghorst    | 46' |
| 16 | Centrocampista | Joey Veerman     | 73' |
| 15 | Defensa        | Micky van de Ven | 73' |
| 12 | Defensa        | Jeremie Frimpong | 87' |
| 21 | Delantero      | Joshua Zirkzee   | 87' |

| 5  | Centrocampista | Okay Yokuşlu     | 77' |
| 7  | Delantero      | Kerem Aktürkoğlu | 77' |
| 2  | Defensa        | Zeki Çelik       | 82' |
| 9  | Delantero      | Cenk Tosun       | 82' |
| 24 | Delantero      | Semih Kılıçsoy   | 89' |

| Anotado           | 70' | Stefan de Vrij | 1:1 |
| Anotado · Autogol | 76' | Mert Müldür    | 2:1 |

| Anotado | 35' | Samet Akaydin | 0:1 |

| Amonestado | 30'   | Xavi Simons     |
| Amonestado | 54'   | Nathan Aké      |
| Amonestado | 64'   | Virgil van Dijk |
| Amonestado | 90+6' | Wout Weghorst   |

| Amonestado | 90+3' | Cenk Tosun        |
| Amonestado | 90+5' | Vincenzo Montella |

| Expulsado | 90+6' | Bertuğ Yıldırım |

| Árbitro             | Clément Turpin  |
| Árbitros asistentes | Nicolas Danos   |
| Árbitros asistentes | Benjamin Pagès  |
| Cuarto árbitro      | Felix Zwayer    |
| Quinto árbitro      | Marco Achmüller |
| VAR                 | Jérôme Brisard  |
| Adicional VAR       | Willy Delajod   |
| Adicional VAR       | Marco Fritz     |

| Estadísticas      | Bandera de los Países Bajos | Bandera de Turquía |
| Tiros             | 11                          | 15                 |
| Tiros a puerta    | 4                           | 4                  |
| Faltas            | 15                          | 7                  |
| Saques de esquina | 3                           | 7                  |
| Penaltis          | 0                           | 0                  |
| Fueras de juego   | 4                           | 2                  |
| Posesión de balón | 56%                         | 44%                |

### Países Bajos vs. Inglaterra
| 10 de julio de 2024, 21:00 | Países Bajos | 1:2 (1:1) | Inglaterra                           | BVB Stadion Dortmund, Dortmund                                                |                                                                               |
|                            | - Simons 7'  | Reporte   | - Harry kane 18' - Ollie Watkins 90' | Asistencia: 60 926 espectadores Árbitro(s): Felix Zwayer VAR: Bastian Dankert | Asistencia: 60 926 espectadores Árbitro(s): Felix Zwayer VAR: Bastian Dankert |

| 1          | Guardameta     | Bart Verbruggen   |       |
| 22         | Defensa        | Denzel Dumfries   | 90+3' |
| 6          | Defensa        | Stefan de Vrij    |       |
| 4          | Defensa        | Virgil van Dijk   |       |
| 5          | Defensa        | Nathan Aké        |       |
| 24         | Centrocampista | Jerdy Schouten    |       |
| 7          | Centrocampista | Xavi Simons       | 90+3' |
| 14         | Centrocampista | Tijjani Reijnders |       |
| 18         | Delantero      | Donyell Malen     | 46'   |
| 10         | Delantero      | Memphis Depay     | 35'   |
| 11         | Delantero      | Cody Gakpo        |       |
| Entrenador | Entrenador     | Ronald Koeman     |       |

| 1          | Guardameta     | Jordan Pickford  |       |
| 2          | Defensa        | Kyle Walker      |       |
| 5          | Defensa        | John Stones      |       |
| 6          | Defensa        | Marc Guéhi       |       |
| 7          | Centrocampista | Bukayo Saka      | 90+3' |
| 26         | Centrocampista | Kobbie Mainoo    | 90+3' |
| 4          | Centrocampista | Declan Rice      |       |
| 12         | Centrocampista | Kieran Trippier  | 46'   |
| 10         | Centrocampista | Jude Bellingham  |       |
| 11         | Centrocampista | Phil Foden       | 81'   |
| 9          | Delantero      | Harry Kane       | 81'   |
| Entrenador | Entrenador     | Gareth Southgate |       |

| 16 | Centrocampista | Dani Vivian    | 35'   |
| 9  | Delantero      | Wout Weghorst  | 46'   |
| 19 | Centrocampista | Brian Brobbey  | 90+3' |
| 21 | Delantero      | Joshua Zirkzee | 90+3' |

| 3  | Defensa        | Luke Shaw       | 46'   |
| 24 | Delantero      | Cole Palmer     | 81'   |
| 19 | Delantero      | Ollie Watkins   | 81'   |
| 14 | Defensa        | Ezri Konsa      | 90+3' |
| 16 | Centrocampista | Conor Gallagher | 90+3' |

| Anotado | 7' | Xavi Simons | 1:0 |

| Anotado · Penal | 18' | Harry Kane    | 1:1 |
| Anotado         | 90' | Ollie Watkins | 1:2 |

| Amonestado | 17'   | Denzel Dumfries |
| Amonestado | 87'   | Virgil van Dijk |
| Amonestado | 90+1' | Xavi Simons     |

| Amonestado | 72'   | Jude Bellingham |
| Amonestado | 86'   | Bukayo Saka     |
| Amonestado | 90+4' | Jude Bellingham |

| Árbitro                                            | Felix Zwayer      |
| Árbitros asistentes                                | Stefan Lupp       |
| Árbitros asistentes                                | Marco Achmüller   |
| Cuarto árbitro                                     | Daniel Siebert    |
| Quinto árbitro                                     | Jan Seidel        |
| Árbitro asistente de video                         | Bastian Dankert   |
| Árbitros asistentes del árbitro asistente de video | Christian Dingert |
| Árbitros asistentes del árbitro asistente de video | Marco Fritz       |

| 1          | Guardameta     | Bart Verbruggen   |       |
| 22         | Defensa        | Denzel Dumfries   | 90+3' |
| 6          | Defensa        | Stefan de Vrij    |       |
| 4          | Defensa        | Virgil van Dijk   |       |
| 5          | Defensa        | Nathan Aké        |       |
| 24         | Centrocampista | Jerdy Schouten    |       |
| 7          | Centrocampista | Xavi Simons       | 90+3' |
| 14         | Centrocampista | Tijjani Reijnders |       |
| 18         | Delantero      | Donyell Malen     | 46'   |
| 10         | Delantero      | Memphis Depay     | 35'   |
| 11         | Delantero      | Cody Gakpo        |       |
| Entrenador | Entrenador     | Ronald Koeman     |       |

| 1          | Guardameta     | Jordan Pickford  |       |
| 2          | Defensa        | Kyle Walker      |       |
| 5          | Defensa        | John Stones      |       |
| 6          | Defensa        | Marc Guéhi       |       |
| 7          | Centrocampista | Bukayo Saka      | 90+3' |
| 26         | Centrocampista | Kobbie Mainoo    | 90+3' |
| 4          | Centrocampista | Declan Rice      |       |
| 12         | Centrocampista | Kieran Trippier  | 46'   |
| 10         | Centrocampista | Jude Bellingham  |       |
| 11         | Centrocampista | Phil Foden       | 81'   |
| 9          | Delantero      | Harry Kane       | 81'   |
| Entrenador | Entrenador     | Gareth Southgate |       |

| 16 | Centrocampista | Dani Vivian    | 35'   |
| 9  | Delantero      | Wout Weghorst  | 46'   |
| 19 | Centrocampista | Brian Brobbey  | 90+3' |
| 21 | Delantero      | Joshua Zirkzee | 90+3' |

| 3  | Defensa        | Luke Shaw       | 46'   |
| 24 | Delantero      | Cole Palmer     | 81'   |
| 19 | Delantero      | Ollie Watkins   | 81'   |
| 14 | Defensa        | Ezri Konsa      | 90+3' |
| 16 | Centrocampista | Conor Gallagher | 90+3' |

| Anotado | 7' | Xavi Simons | 1:0 |

| Anotado · Penal | 18' | Harry Kane    | 1:1 |
| Anotado         | 90' | Ollie Watkins | 1:2 |

| Amonestado | 17'   | Denzel Dumfries |
| Amonestado | 87'   | Virgil van Dijk |
| Amonestado | 90+1' | Xavi Simons     |

| Amonestado | 72'   | Jude Bellingham |
| Amonestado | 86'   | Bukayo Saka     |
| Amonestado | 90+4' | Jude Bellingham |

| Árbitro                                            | Felix Zwayer      |
| Árbitros asistentes                                | Stefan Lupp       |
| Árbitros asistentes                                | Marco Achmüller   |
| Cuarto árbitro                                     | Daniel Siebert    |
| Quinto árbitro                                     | Jan Seidel        |
| Árbitro asistente de video                         | Bastian Dankert   |
| Árbitros asistentes del árbitro asistente de video | Christian Dingert |
| Árbitros asistentes del árbitro asistente de video | Marco Fritz       |

| Estadísticas      | Bandera de los Países Bajos | Bandera de Inglaterra |
| Tiros             | 6                           | 9                     |
| Tiros a puerta    | 2                           | 4                     |
| Faltas            | 11                          | 6                     |
| Saques de esquina | 3                           | 0                     |
| Penaltis          | 0                           | 1                     |
| Fueras de juego   | 1                           | 4                     |
| Posesión de balón | 40%                         | 60%                   |